# Adrián Gavira
Adrián Gavira Collado (La Línea de la Concepción, 17 september 1987) is een Spaans beachvolleyballer. Hij nam deel aan vier opeenvolgende Olympische Spelen en werd met Pablo Herrera in 2013 Europees kampioen. Hij werd tien keer Spaans kampioen.

## Carrière

### 2005 tot en met 2011
Gavira nam in 2005 met Mario Ferrera deel aan de WK U18 in Saint-Quay-Portrieux en met Miguel Angel de Amo aan de WK U21 in Rio de Janeiro. Vervolgens vormde hij twee jaar een team met Francisco Alfredo Marco. Het duo eindigde in 2006 als vijfde bij de WK U21 in Mysłowice en speelde in 2007 hun eerste twee wedstrijden in de FIVB World Tour in Roseto degli Abruzzi en Marseille. Daarnaast werd Gavira dat laatste jaar met Alejandro Fernández Rojas tweede bij WK U21 in Modena achter de Italianen Francesco Giontella en Paolo Nicolai. In 2008 nam Gavira deel aan zestien toernooien in de World Tour waarvan dertien met Inocencio Lario en drie met Raúl Mesa. Met Lario eindigde hij eenmaal in de top tien; het tweetal behaalde de tweede plaats in Stare Jabłonki. Met Mesa werd hij eenmaal zevende (Manamah) en eenmaal negende (Dubai).
Sinds 2009 vormt Gavira een duo met Pablo Herrera. Ze behaalden het eerste jaar enkel toptienplaatsen bij de elf toernooien in de World Tour waar ze aan deelnamen. In Marseille en Den Haag eindigden ze als tweede en in Gstaad, Stare Jabłonki en Sanya werden ze derde. Daarnaast behaalden ze zowel in Klagenfurt en Åland als bij de WK in Stavanger een vijfde plaats. In Stavanger verloor het duo in de kwartfinale van de Amerikanen Todd Rogers en Phil Dalhausser. Bij de EK in Sotsji wonnen Gavira en Herrera verder de bronzen medaille ten koste van de Duitse wereldkampioenen Julius Brink en Jonas Reckermann. In 2010 namen ze deel aan dertien mondiale toernooien met twaalf toptienplaatsen. Het tweetal behaalde een tweede (Mysłowice), een derde (Rome) en twee vierde plaatsen (Stavanger en Åland). Het seizoen daarop speelden ze acht wedstrijden in de World Tour met een vierde plaats in Shanghai als beste resultaat. Bij de WK in Rome eindigde het duo als vijfde nadat het de kwartfinale van de Brazilianen Márcio Araújo en Ricardo Santos verloren had. In Peking en Agadir behaalden Gavira en Herrera eveneens een vijfde plaats.

### 2012 tot en met 2021
Gavira en Herrera namen in 2012 deel aan zeven toernooien in de World Tour en eindigden driemaal in de toptien; ze werden derde in Mysłowice, vierde in Brasilia en vijfde in Shanghai. In Londen kwam het duo bij de Olympische Spelen niet verder dan de achtste finale waar het werd uitgeschakeld door de Brazilianen Pedro Cunha en Ricardo. Het daaropvolgende jaar bereikten Gavira en Herrera bij de WK in Stare Jabłonki de kwartfinale waar ze van Ricardo en Álvaro Morais Filho verloren. Bij de overige acht World Tour-toernooien behaalden ze zes toptienplaatsen met onder meer een tweede plaats in Long Beach en een derde plaats in Berlijn. Bovendien wonnen ze de Europese titel in Klagenfurt. In 2014 was het duo actief op elf mondiale toernooien met vijf vijfde plaatsen als beste resultaat (Shanghai, Moskou, Stavanger, Gstaad en Den Haag). Bij de EK eindigden ze dit jaar als vierde achter de Oostenrijkers Clemens Doppler en Alexander Horst.
Het seizoen daarop boekte het duo een overwinning in Moskou en een derde plaats in Long Beach. Bij de overige acht wedstrijden in de World Tour werd vijfmaal de top tien gehaald. In Nederland werden Gavira en Herrera bij de WK in de zestiende finale uitgeschakeld door de Cubanen Sergio González en Nivaldo Díaz. Daarnaast eindigden ze bij de EK in Klagenfurt op de vijfde plaats. In 2016 behaalden ze bij elf toernooien op een uitzondering na enkel toptienplaatsen. Ze boekten een overwinning in Xiamen, behaalden een derde plaats in Fuzhou en werden vierde in Gstaad. Bij de Olympische Spelen in Rio de Janeiro bereikte het tweetal de achtste finale die het verloor van de latere olympisch kampioenen Alison Cerutti en Bruno Oscar Schmidt. In Biel/Bienne eindigden ze bij de EK opnieuw op de vijfde plaats. Het daaropvolgende jaar namen ze deel aan negen toernooien in de World Tour met een tweede plaats in Den Haag als beste resultaat. Daarnaast eindigden Gavira en Herrera driemaal als vijfde: in Moskou, bij de WK in Wenen – waar ze in de kwartfinale verloren van de Nederlanders Christiaan Varenhorst en Maarten van Garderen – en bij de World Tour Finals in Hamburg. Bij de EK in Jūrmala  kwamen ze niet verder dan de tussenronde die werd verloren van de Oostenrijkers Robin Seidl en Tobias Winter. In 2018 speelde het tweetal dertien mondiale wedstrijden. Ze boekten een overwinning in Ostrava en behaalden een tweede plaats in Gstaad. Bovendien wonnen ze bij de EK in Nederland de bronzen medaille ten koste van het Russische duo Konstantin Semjonov en Ilja Lesjoekov.
Het daaropvolgende seizoen namen Gavira en Herrera deel aan tien reguliere FIVB-toernooien. Het tweetal behaalde vier vijfde plaatsen (Las Vegas, Jinjiang, Ostrava en Wenen) en eindigde tweemaal op het podium; in Doha werden ze derde en in Xiamen tweede. Bij de WK in Hamburg werden ze in de zestiende finale uitgeschakeld door de Amerikanen Jacob Gibb en Taylor Crabb en bij de EK in Moskou verloren ze de achtste finale van de Italianen Nicolai en Daniele Lupo. Het duo sloot het seizoen af met een vijfde plaats bij de World Tour Finals in Rome en eindigde vervolgens als negende bij het olympisch kwalificatietoernooi in Haiyang. In 2020 bereikten Gavira en Herrera de kwartfinale bij de EK in Jūrmala waar ze werden uitgeschakeld door de Noren Anders Mol en Christian Sørum. Het jaar daarop namen ze in aanloop naar de Spelen in Tokio deel aan zes FIVB-toernooien met driemaal een negende plaats als beste resultaat. In Tokio kwam het duo tot de achtste finale van het olympisch beachvolleybaltoernooi die verloren werd van Vjatsjeslav Krasilnikov en Oleg Stojanovski. Bij de EK in Wenen bereikten ze de kwartfinale waar ze verloren van het Poolse duo Piotr Kantor en Bartosz Łosiak.

### 2022 tot heden
In 2022 namen Gavira en Herrera deel aan acht toernooien in de Beach Pro Tour – de opvolger van de World Tour. Ze wonnen een zilveren medaille bij het Future-toernooi van Madrid en eindigden als vierde bij het Elite16-toernooi van Ostrava. In Hamburg en Parijs behaalden ze een vijfde plaats. Bij de WK in Rome verloren ze in de zestiende finale van Alison Cerutti en Guto Carvalhaes. Bij de EK in München bereikten ze de kwartfinale waar ze werden uitgeschakeld door de latere kampioenen David Åhman en Jonatan Hellvig. Het seizoen daarop kwamen Gavira en Herrera in actie bij vijftien toernooien in de Beach Pro Tour. Ze wonnen het Challenge-toernooi van La Paz door de Nederlanders Stefan Boermans en Yorick de Groot in de finale te verslaan en bij het Challenge-toernooi van Goa eindigden ze als tweede achter het Oostenrijkse tweetal Robin Seidl en Moritz Pristauz. Ze behaalden verder vijf vijfde plaatsen (Doha, Itapema, Espinho, Hamburg en Nuvali). In Wenen strandden ze bij de EK in de tussenronde. Bij de WK in Tlaxcala verloor het duo in de zestiende finale van de latere wereldkampioenen Ondřej Perušič en David Schweiner.
In 2024 speelden Gavira en Herrera in aanloop naar de Spelen negen toernooien in de mondiale competitie. Ze kwamen daarbij tot vier vijfde plaatsen (Saquarema, Guadalajara, Tepic en Wenen). In Parijs deed Gavira voor de vierde keer op rij mee aan de Olympische Spelen. Ze bereikten de kwartfinale waar ze in twee sets werden uitgeschakeld door Mol en Sørum en eindigden daarmee op een vijfde plaats. Bij de EK in Nederland verloren ze de kwartfinale van het Italiaanse tweetal Samuele Cottafava en Paolo Nicolai. In augustus wonnen ze in Hamburg bij het laatste internationale optreden van Herrera de zilveren medaille achter Mol en Sørum. Een maand later beëindigde Herrera zijn sportieve loopbaan.

## Palmares
Kampioenschappen
- 2007:  WK U21
- 2009: 5e WK
- 2009:  EK
- 2011: 5e WK
- 2012: 9e OS
- 2013: 5e WK
- 2013:  EK
- 2016: 9e OS
- 2017: 5e WK
- 2018:  EK
- 2021: 9e OS
- 2024: 5e OS

FIVB World Tour
- 2008:  Stare Jabłonki Open
- 2009:  Grand Slam Gstaad
- 2009:  Grand Slam Marseille
- 2009:  Stare Jabłonki Open
- 2009:  Den Haag Open
- 2009:  Sanya Open
- 2010:  Grand Slam Rome
- 2010:  Mysłowice Open
- 2012:  Mysłowice Open
- 2013:  Grand Slam Long Beach
- 2013:  Grand Slam Berlijn
- 2015:  Grand Slam Moskou

- 2015:  Grand Slam Long Beach
- 2016:  Xiamen Open
- 2016:  Fuzhou Open
- 2017:  3* Den Haag
- 2018:  4* Ostrava
- 2018:  5* Gstaad
- 2019:  4* Doha
- 2019:  4* Xiamen

Beach Pro Tour
- 2022:  Madrid Future
- 2023:  La Paz Challenge
- 2023:  Goa Challenge
- 2024:  Elite16 Hamburg